# 許頴
許頴，字元岳，號懷九，河南光州人，明朝政治人物。进士出身。

## 生平
少奇貧，力學。天启元年（1621年）辛酉科河南鄉試第六十三名舉人，崇禎七年（1634年）甲戌科進士。本年十二月任直隸元城县知县。時值大旱，步行禱雨，夜中不寐，博訪名僧，翻大藏，誦大雲，輪請雨經，其霖雨大沛。有张扶輿傳及绅士靈雨诗。時流寇猖獗，所在皆没。颍悉力捍御，為修練，儲備天雄，一郡竟得安堵。又所辖小滩一鎮，控扼數省漕粮，交兑天津。颍尽力捍卫，數百萬軍储賴以保全。吏部叙功第一，已擬詔用，忽卒。吏部尚书鄭題請蒙旨，深惜之，加贈山東按察司僉事，賜祭半壇，葬如儀。

## 著作
著有《竹素居》及《瞻雲堂》、《竟志篇》文集。

## 家族
曾祖許邦器，祖許福，父許大陞。